# Татјана
Татјана је женско име сабинско-римског порекла које је постало распрострањено у источној Европи.

## Порекло
Татјана је женског рода, деминутивна изведеница сабинског — а касније и латинског — имена Татиус. Краљ Тит Татиус је било име легендарног владара Сабина, италског племена које је живело у близини Рима око 8. века пре нове ере. Након што су Римљани апсорбовали Сабињане, име Татиус је остало у употреби у римском свету, у првим вековима хришћанства, као и мушки деминутив Татјанус и његов женски пандан Татјана.
Док је име касније нестало из западне Европе укључујући Италију, остало је преовлађујуће у хеленском свету Источног римског царства, а касније се проширило на православни свет под утицајем Византије, укључујући Русију. У том контексту, првобитно је одавала почаст цркви Свете Татјане Римске, која је мучена и страдала у прогонима римског цара Александра Севера. Света Татјана је заштитница студената уопште, а у Русији се студенти славе на Татијанин дан, 25. јануара. Света Татјана је и заштитница Московског државног универзитета Ломоносов.

## Варијације
- блр.
- буг.
- грч.
- пољ.
- рус.  [tɐˈtʲjanə]
- срп.
- укр.   ( слушај)[2]

## У популарној култури
Татјана Ларина је јунакиња романа у стиховима Александра Пушкина Јевгениј Оњегин. Песма је била и остаје изузетно популарна у Русији.
Лик Татјане Ларине инспирисао је имена двојице Романових: руске принцезе Татјане Константиновне и њене далеке рођаке, Татјане Николајевне.

## Значајни људи

### У хришћанству
- Света Татјана Римска, хришћанска мученица из 3. века

### Краљевство и племство
- Татјана Николајевна (1897 - 1918), друга ћерка цара Николаја II Романова и царице Александре Фјодоровне (Аликса од Хесена).

### У моделингу
- Татјана Патиц (1966–2023), немачки модел
- Татјана Сороко (рођена 1971), руски модел

### На телевизији и филмовима
- Татјана Маслани (рођена 1985), канадска глумица

### У музици
- Татјана Буланова, руска поп певачица
- Татјана Камерон (рођена 1970), поп певачица хрватског порекла (раније позната као "Тајчи" )

### У спорту
- Татијана Гарбин (рођена 1977), италијанска тенисерка
- Татјана Головин (рођена 1988), француска тенисерка руског порекла